# Conus literatus
Conus literatus é uma espécie de gastrópode do gênero Conus, pertencente a família Conidae.